# Alexander Gordon Laing
Alexander Gordon Laing (Edimburgo, 27 dicembre 1794 – presso Timbuctù, 26 settembre 1826) è stato un esploratore scozzese.
Si era recato nel Niger nel 1822 e a Tripoli nel 1825; nel 1826, dopo un lungo viaggio attraverso il Fezzan, raggiunse Timbuctù, visitandola per primo tra gli europei.
Nei pressi della città fu ucciso dalla popolazione locale.